# Liste der Mitglieder des Senats im 17. Kongress der Vereinigten Staaten
Die Senatoren im 17. Kongress der Vereinigten Staaten wurden zu einem Drittel 1820 und 1821 neu gewählt. Vor der Verabschiedung des 17. Zusatzartikels 1913 wurde der Senat nicht direkt gewählt, sondern die Senatoren wurden von den Parlamenten der Bundesstaaten bestimmt. Jeder Staat wählt zwei Senatoren, die unterschiedlichen Klassen angehören. Die Amtszeit beträgt sechs Jahre, alle zwei Jahre wird für die Sitze einer der drei Klassen gewählt. Zwei Drittel des Senats besteht daher aus Senatoren, deren Amtszeit noch andauert.
Die Amtszeit des 17. Kongresses ging vom 4. März 1821 bis zum 3. März 1823. Seine erste Tagungsperiode fand vom 3. Dezember 1821 bis zum 8. Mai 1822 in Washington, D.C. statt, die zweite Periode vom 2. Dezember 1822 bis zum 3. März 1823.

## Zusammensetzung und Veränderungen
Im 16. Kongress saßen am Ende seiner Amtszeit 38 Republikaner (heute meist Demokratisch-Republikanische Partei genannt) und acht Föderalisten. Bei der Wahl verloren die Föderalisten drei Sitze an die Republikaner, einen weiteren Sitz dadurch, dass sich das Parlament von Delaware zunächst nicht auf einen Kandidaten einigen konnte. Aus dem gleichen Grund blieben die bisher republikanischen Sitze von Pennsylvania und Tennessee zunächst vakant. Damit ergab sich eine Mehrheit der Republikaner von 39 gegen vier Föderalisten, drei Sitze waren vakant. Noch vor Beginn der ersten Sitzungsperiode wurde einer der vakanten Sitze neu besetzt, außerdem wurde Missouri als 24. Staat in die Union aufgenommen. Da die Republikaner alle diese Wahlen gewannen, stieg ihre Mehrheit auf 42 zu vier. Die beiden verbleibenden vakanten Sitze konnten ebenfalls von Republikanern erobert werden, so dass für den größten Teil des 17. Kongresses eine Mehrheit von 44 Republikanern den vier Föderalisten gegenübersaß. Die durch zwei Todesfälle und mehrere Rücktritte verursachten Nachwahlen änderten daran nichts. Der Sitz von Caesar A. Rodney, der Ende Januar 1823 zurücktrat, wurde bis zum Ende des 17. Kongresses nicht neu besetzt, so dass am Ende 43 Republikaner und vier Föderalisten im Senat saßen, ein Sitz war vakant.

## Spezielle Funktionen
Nach der Verfassung der Vereinigten Staaten ist der Vizepräsident der Vorsitzende des Senats, ohne ihm selbst anzugehören. Bei Stimmengleichheit gibt seine Stimme den Ausschlag. Während des 17. Kongresses war Daniel D. Tompkins Vizepräsident. Im Gegensatz zur heutigen Praxis leitete der Vizepräsident bis ins späte 19. Jahrhundert tatsächlich die Senatssitzungen. Ein Senator wurde zum Präsidenten pro tempore gewählt, der bei Abwesenheit des Vizepräsidenten den Vorsitz übernahm. Vom 4. März bis zum 2. Dezember 1821 war weiter der vom 16. Kongress gewählte John Gaillard Präsident pro tempore, er übte das Amt weiter vom 3. Dezember bis zum 27. Dezember 1821 aus, vom 1. Februar bis zum 2. Dezember 1822, vom 19. Februar bis zum Ende des Kongresses am 3. März 1823 sowie im 18. Kongress bis zum 30. November 1823.

## Liste der Senatoren
Unter Partei ist vermerkt, ob ein Senator der Föderalistischen Partei oder der Republikanischen Partei zugerechnet wird, unter Staat sind die Listen der Senatoren des jeweiligen Staats verlinkt. Die reguläre Amtszeit richtet sich nach der Senatsklasse: Senatoren der Klasse I waren bis zum 3. März 1827 gewählt, die der Klasse II bis zum 3. März 1823 und die der Klasse III bis zum 3. März 1825. Das Datum gibt an, wann der entsprechende Senator in den Senat aufgenommen wurde, eventuelle frühere Amtszeiten nicht berücksichtigt. Unter Sen. steht die fortlaufende Nummer der Senatoren in chronologischer Ordnung, je niedriger diese ist, umso größer ist in der Regel die Seniorität des Senators. Die Tabelle ist mit den Pfeiltasten sortierbar.
| Senator                | Partei       | Staat          | Klasse | Datum         | Sen. | Anmerkung                                                             |
| ---------------------- | ------------ | -------------- | ------ | ------------- | ---- | --------------------------------------------------------------------- |
| William R. King        | Republikaner | Alabama        | II     | 14. Dez. 1819 | 232  |                                                                       |
| John Williams Walker   | Republikaner | Alabama        | III    | 14. Dez. 1819 | 233  | trat am 12. Dezember 1822 zurück                                      |
| William Kelly          | Republikaner | Alabama        | III    | 12. Dez. 1822 | 252  | gewählt als Nachfolger von Walker                                     |
| Elijah Boardman        | Republikaner | Connecticut    | I      | 4. März 1821  | 242  |                                                                       |
| James Lanman           | Republikaner | Connecticut    | III    | 4. März 1819  | 224  |                                                                       |
| Caesar A. Rodney       | Republikaner | Delaware       | I      | 24. Jan. 1822 | 251  | trat am 29. Januar 1823 zurück                                        |
| Nicholas Van Dyke      | Föderalist   | Delaware       | II     | 4. März 1817  | 211  |                                                                       |
| Freeman Walker         | Republikaner | Georgia        | II     | 6. Nov. 1819  | 229  | trat am 6. August 1821 zurück                                         |
| Nicholas Ware          | Republikaner | Georgia        | II     | 10. Nov. 1821 | 248  | gewählt als Nachfolger von Walker                                     |
| John Elliott           | Republikaner | Georgia        | III    | 4. März 1819  | 223  |                                                                       |
| Jesse B. Thomas        | Republikaner | Illinois       | II     | 3. Dez. 1818  | 221  |                                                                       |
| Ninian Edwards         | Republikaner | Illinois       | III    | 3. Dez. 1818  | 222  |                                                                       |
| James Noble            | Republikaner | Indiana        | I      | 11. Dez. 1816 | 201  |                                                                       |
| Waller Taylor          | Republikaner | Indiana        | III    | 11. Dez. 1816 | 202  |                                                                       |
| Richard Mentor Johnson | Republikaner | Kentucky       | II     | 10. Dez. 1819 | 230  |                                                                       |
| Isham Talbot           | Republikaner | Kentucky       | III    | 19. Okt. 1820 | 188  | früher im 13. bis 15. Kongress                                        |
| Henry Johnson          | Republikaner | Louisiana      | II     | 12. Jan. 1818 | 216  |                                                                       |
| James Brown            | Republikaner | Louisiana      | III    | 4. März 1819  | 168  | früher im 12. bis 14. Kongress                                        |
| John Holmes            | Republikaner | Maine          | I      | 13. Juni 1820 | 237  |                                                                       |
| John Chandler          | Republikaner | Maine          | II     | 14. Juni 1820 | 238  |                                                                       |
| William Pinkney        | Republikaner | Maryland       | I      | 21. Dez. 1819 | 234  | starb am 25. Februar 1822                                             |
| Samuel Smith           | Republikaner | Maryland       | I      | 16. Dez. 1822 | 114  | gewählt als Nachfolger von Pinkney früher im 8. bis 13. Kongress      |
| Edward Lloyd           | Republikaner | Maryland       | III    | 21. Dez. 1819 | 235  |                                                                       |
| Elijah H. Mills        | Föderalist   | Massachusetts  | I      | 12. Juni 1820 | 236  |                                                                       |
| Harrison G. Otis       | Föderalist   | Massachusetts  | II     | 4. März 1817  | 210  | trat am 30. Mai 1822 zurück                                           |
| James Lloyd            | Föderalist   | Massachusetts  | II     | 5. Juni 1822  | 144  | gewählt als Nachfolger von Otis früher im 10. bis 13. Kongress        |
| David Holmes           | Republikaner | Mississippi    | I      | 30. Aug. 1820 | 239  |                                                                       |
| Thomas Hill Williams   | Republikaner | Mississippi    | II     | 10. Dez. 1817 | 215  |                                                                       |
| Thomas Hart Benton     | Republikaner | Missouri       | I      | 10. Aug. 1821 | 247  |                                                                       |
| David Barton           | Republikaner | Missouri       | III    | 10. Aug. 1821 | 246  |                                                                       |
| David L. Morril        | Republikaner | New Hampshire  | II     | 4. März 1817  | 209  |                                                                       |
| John Fabyan Parrott    | Republikaner | New Hampshire  | III    | 4. März 1819  | 227  |                                                                       |
| Samuel L. Southard     | Republikaner | New Jersey     | I      | 24. Jan. 1821 | 241  |                                                                       |
| Mahlon Dickerson       | Republikaner | New Jersey     | II     | 4. März 1817  | 207  |                                                                       |
| Martin Van Buren       | Republikaner | New York       | I      | 4. März 1821  | 245  |                                                                       |
| Rufus King             | Föderalist   | New York       | III    | 4. März 1813  | 022  | früher im 1. bis 4. Kongress                                          |
| Montfort Stokes        | Republikaner | North Carolina | II     | 4. Dez. 1816  | 200  |                                                                       |
| Nathaniel Macon        | Republikaner | North Carolina | III    | 5. Dez. 1815  | 193  |                                                                       |
| Benjamin Ruggles       | Republikaner | Ohio           | I      | 4. März 1815  | 189  |                                                                       |
| William A. Trimble     | Republikaner | Ohio           | III    | 4. März 1819  | 228  | starb am 13. Dezember 1821                                            |
| Ethan Allen Brown      | Republikaner | Ohio           | III    | 3. Jan. 1822  | 250  | gewählt als Nachfolger von Trimble                                    |
| William Findlay        | Republikaner | Pennsylvania   | I      | 10. Dez. 1821 | 249  |                                                                       |
| Walter Lowrie          | Republikaner | Pennsylvania   | III    | 4. März 1819  | 226  |                                                                       |
| James De Wolf          | Republikaner | Rhode Island   | I      | 4. März 1821  | 243  |                                                                       |
| Nehemiah R. Knight     | Republikaner | Rhode Island   | II     | 9. Jan. 1821  | 240  |                                                                       |
| William Smith          | Republikaner | South Carolina | II     | 4. Dez. 1816  | 199  |                                                                       |
| John Gaillard          | Republikaner | South Carolina | III    | 6. Dez. 1804  | 125  | Präsident pro tempore                                                 |
| John Henry Eaton       | Republikaner | Tennessee      | I      | 5. Sep. 1818  | 218  |                                                                       |
| John Williams          | Republikaner | Tennessee      | II     | 10. Okt. 1815 | 192  |                                                                       |
| Horatio Seymour        | Republikaner | Vermont        | I      | 4. März 1821  | 244  |                                                                       |
| William A. Palmer      | Republikaner | Vermont        | III    | 20. Okt. 1818 | 219  |                                                                       |
| James Barbour          | Republikaner | Virginia       | I      | 2. Jan. 1815  | 186  |                                                                       |
| James Pleasants        | Republikaner | Virginia       | II     | 10. Dez. 1819 | 231  | trat am 15. Dezember 1822 zurück                                      |
| John Taylor            | Republikaner | Virginia       | II     | 18. Dez. 1822 | 038  | gewählt als Nachfolger von Pleasants früher im 2., 3. und 8. Kongress |

- Republikaner bezeichnet Angehörige der heute meist als Demokratisch-Republikanische Partei oder Jeffersonian Republicans bezeichneten Partei.[2]